# 埃德加·富尔
埃德加-让·富尔（法語：Edgar-Jean Faure，法語：[ɛdɡaʁ foʁ]；1908年8月18日—1988年3月30日）是一名法国律师、政治家、散文家、历史学家和传记作者，两次担任法兰西第四共和国总理，是第五共和国时期最著名的戴高乐派。

## 生平
富尔生于朗格多克-鲁西永的贝济耶，是军医之子。曾在巴黎东方语言学校学习俄语，后转读法律，毕业后在巴黎操律师职业。后加入激进党，第二次世界大战期间留在巴黎，参加抵抗运动，加入戴高乐将军在阿尔及尔成立的法兰西民族解放委员会(1943—1944年)，1946年当选为国民议会议员，1952年1月—3月任总理6周，1955年又任总理1年。
第四共和国垮台后，1958年戴高乐重掌政权，他起先受到排斥，1962年起被委派在国外从事几项重要任务。1963年10月受戴高乐总统的委托，以“个人旅行”的名义并携带他的亲笔信前来中国，代表他同中国领导人商谈两国关系问题，为中法建交做出贡献。1966年任农业部长。1968年5月—6月发生学生骚乱后，他出任教育部长，在一年之内改革入学制度。1969年戴高乐辞职，富尔随之下台。他的改革方案没有被乔治·蓬皮杜总统批准。1972年—1973年任社会事务部长。
1973年当选国民议会议长，任职到1978年。在1974年的总统大选支持瓦莱里·吉斯卡尔·德斯坦。1979—1981年被选为欧洲议会成员，1978年被接纳为法兰西学院院士。
在地方上，富尔从1947年到1971年、1983年到1988年两次担任汝拉省雷奈港市长，1971年和1977年担任蓬塔利耶市长。1949年到1967年担任汝拉省总理事会主席，1967年到1979年任杜省总理事会成员以及弗朗什-孔泰地区委员会主席 (1974–1981，1982–1988)。
1988年3月30日富尔在巴黎去世，葬于帕西公墓（cimetière de Passy）。
富尔有“风标”(weathercock)的绰号。他回答很幽默，“这不是风标，转过来它就是风!”。

## 著作
富尔除了写过各种政治和社会著作外，还以埃德加·桑戴的笔名撰写给侦探小说:
- Le serpent et la tortue (les problèmes de la Chine populaire)（《蛇与龟》）, Juillard, 1957
- La disgrâce de Turgot, Gallimard, 1961
- La capitation de Dioclétien, Sirey 1961
- Prévoir le présent, Gallimard, 1966
- L'éducation nationale et la participation, Plon, 1968
- Philosophie d'une réforme, Plon, 1969
- L'âme du combat, Fayard, 1969
- Ce que je crois, Grasset, 1971
- Pour un nouveau contrat social, Seuil, 1973
- Au-delà du dialogue avec Philippe Sollers, Balland, 1977
- La banqueroute de Law, Gallimard, 1977
- La philosophie de Karl Popper et la société politique d'ouverture, Firmin Didot, 1981
- Pascal: le procès des provinciales, Firmin Didot, 1930
- Le pétrole dans la paix et dans la guerre, Nouvelle revue critique 1938
- Mémoires I, "Avoir toujours raison, c'est un grand tort", Plon, 1982
- Mémoires II, "Si tel doit être mon destin ce soir", Plon, 1984
- Discours prononcé pour la réception de Senghor à l'Académie française, le 29 mars 1984

## 政府

### 第一届政府 (1952年1月20日—3月8日)
- 埃德加·富尔 – 部长会议主席兼财政部长
- 乔治·皮杜尔 – 部长会议副主席(副总理)兼国防部长
- 亨利·克耶 – 部长会议副主席(副总理)
- 罗伯特·舒曼 – 外交部长
- 皮埃尔·弗林姆兰 – 欧洲理事会部长
- 莫里斯·布尔热-莫努里 – 军备部长
- 夏尔·布鲁内 – 内政部长
- 罗贝尔·布隆 – 经济事务和信息部长
- 皮埃尔·库朗 – 预算部长
- 让-马里·洛维尔 – 工业和能源部长
- 保罗·巴孔 – 劳动和社会保障部长
- 莱昂·马蒂诺-德普拉 –司法部长
- 安德烈·莫里斯 – 商船部长
- 皮埃尔-奥利维耶·拉佩 – 国家教育部长
- 埃曼努埃尔·坦普尔 – 退伍军人和战争受害者部长
- 卡米勒·洛朗 – 农业部长
- 路易·雅基诺 – 海外省部长
- 安托万·比内 – 公共工程、交通和旅游部长
- 保罗·里贝尔 – 公共卫生和人口部长
- 欧仁·克洛迪乌-佩蒂 – 重建和城镇规划部长
- 罗杰·杜希 – 邮政、电报和电话部长
- 爱德华·博纳富 – 商务部长
- 让·莱图尔诺 – 伙伴国家部长
- 约瑟夫·拉涅尔 – 国务部长
- 弗朗索瓦·密特朗 – 国务部长

### 第二届政府 (1955年2月23日—1956年2月1日)
- 埃德加·富尔 – 部长会议主席
- 安托万·比内 – 外交部长
- 玛丽·皮埃尔·柯尼希 – 国防部长和武装部队司令
- 莫里斯·布尔热-莫努里 – 内政部长
- 皮埃尔·弗林姆兰 – 财政和经济事务部长
- 安德烈·莫里斯 – 商务和工业部长
- 保罗·巴孔 – 劳动和社会保障部长
- 罗伯特·舒曼 – 司法部长
- 保罗·昂蒂耶 – 商船部长
- 让·贝图安 – 国家教育部长
- 雷蒙·特里布尔 – 退伍军人和战争受害者部长
- 让·索尔贝 – 农业部长
- 皮埃尔-亨利·泰让 – 海外省部长
- 爱德华·科尼连-莫利尼耶 – 公共工程、交通和旅游部长
- 贝纳尔·拉法伊 – 公共卫生和人口部长
- 罗杰·杜希 – 重建和住房部长
- 爱德华·博纳富 – 邮政部长
- 皮埃尔·朱利 – 摩洛哥和突尼斯事务部长

更换
- 1955年10月6日 – 皮埃尔·比约特（Pierre Billotte）接替柯尼希担任国防部长和武装部队司令。樊尚·巴迭(Vincent Badie)接替特里布尔担任退伍军人和战争受害者部长。
- 1955年10月20日 – 皮埃尔·朱利退出内阁，摩洛哥和突尼斯事务部长职务废除。
- 1955年12月1日 – 埃德加·富尔接替莫里斯·布尔热-莫努里兼任临时内政部长。